# Achimenes occidentalis
Achimenes occidentalis är en tvåhjärtbladig växtart som beskrevs av Conrad Vernon Morton. Achimenes occidentalis ingår i släktet Achimenes och familjen Gesneriaceae. Inga underarter finns listade i Catalogue of Life.